# UPT Ladang Palembang
UPT Ladang Palembang is een bestuurslaag in het regentschap Lebong van de provincie Bengkulu, Indonesië. UPT Ladang Palembang telt 350 inwoners (volkstelling 2010).